# Gemeinderat (Frankreich)

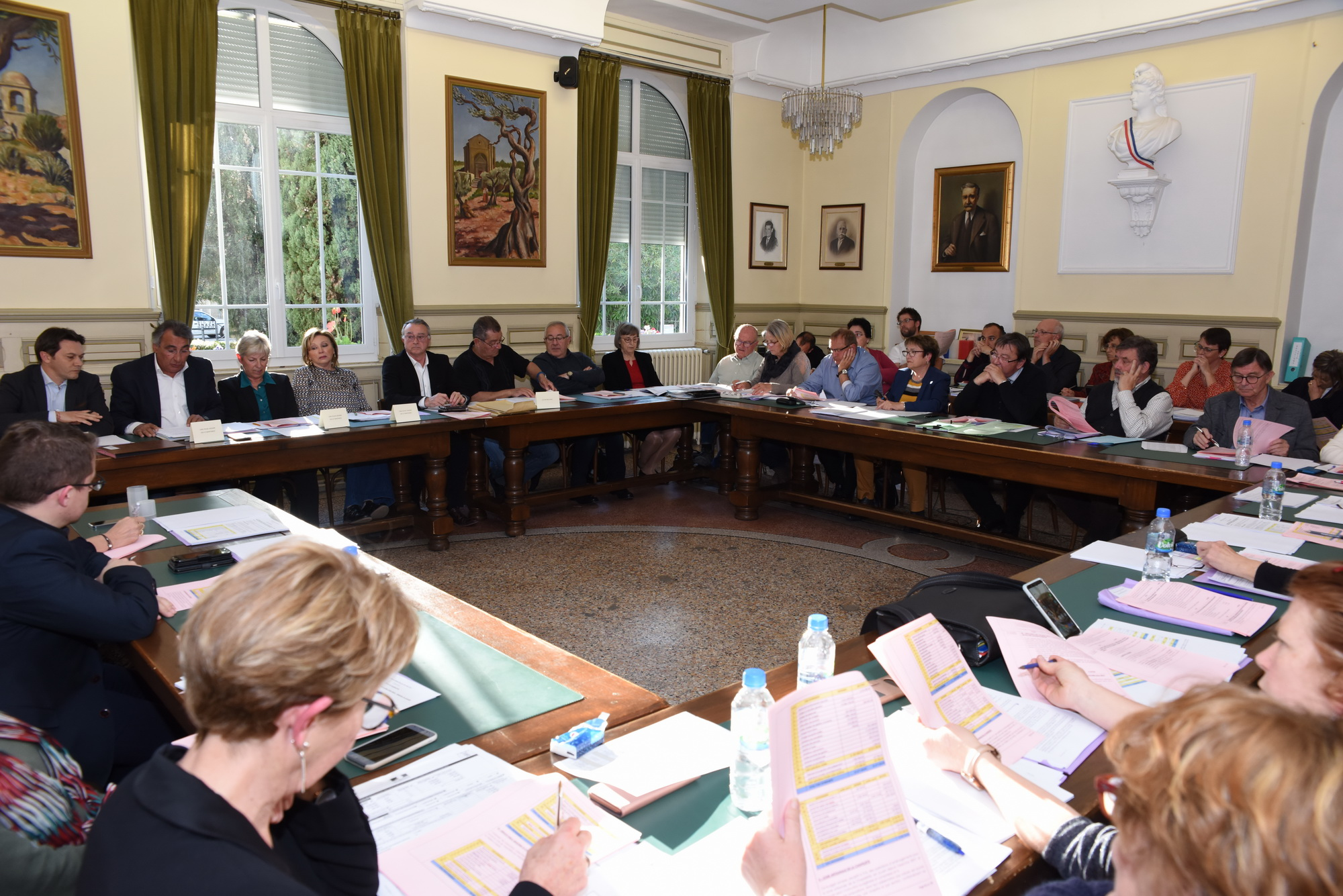
Saint Martin de Crau Conseil Municipal (2019)

Der Gemeinderat in Frankreich (frz. conseil municipal) ist das zur Gemeindevertretung berufene Kollegialorgan bzw. das Mitglied eines solchen Organs. Die deutsche Übersetzung Munizipalrat wird hauptsächlich für Gemeinderäte in Deutschland zur Franzosenzeit benutzt, siehe Abschnitt Geschichte.
In der französischen Republik gibt es in jeder  Gemeinde (frz. commune) einen Gemeinderat. Die Gemeinde ist die unterste Ebene der sogenannten Gebietskörperschaften (collectivités territoriales). Die Mitglieder werden in direkter Wahl gewählt. Der Gemeinderat wählt aus seinen Reihen den Bürgermeister (maire) und dessen Beigeordnete (adjoints).

## Regelungen
Trotz der enormen Unterschiede bezüglich der Bevölkerungszahl besitzt der Gemeinderat (wie auch der Bürgermeister) in jeder Gemeinde unabhängig von deren Größe genau die gleichen Vollmachten (mit Ausnahme der Hauptstadt Paris, wo die Aufsicht über die Polizei beim Zentralstaat und nicht beim Bürgermeister liegt). Diese einheitliche Stellung ist ein Vermächtnis der Französischen Revolution, die die lokalen Eigenheiten und die enormen Unterschiede beseitigen wollte, die während des Ancien Régime bestanden. Die Größe einer Gemeinde entscheidet nur über die Größe des Gemeinderates und über dessen Wahlmodus.
Der Gemeinderat muss mindestens einmal pro Quartal zusammentreten, tritt aber meistens einmal pro Monat zusammen. Der Gemeinderat verwaltet die kleinste französische territoriale Einheit, die über eine rechtliche und finanzielle Autonomie verfügt, die Gemeinde.

## Wahlen
Das Wahlsystem unterscheidet sich je nach Gemeindegröße. In Gemeinden mit weniger als 1000 Einwohnern werden die Mitglieder des Gemeinderates im Mehrheitswahlsystem in zwei Wahlgängen gewählt. In Gemeinden mit mehr als 1000 Einwohnern werden die Mitglieder des Gemeinderates nach dem Verhältniswahlsystem mit Prämie für die siegreiche Liste gewählt. Die siegreiche Liste (absolute Mehrheit im ersten oder einfache Mehrheit im zweiten Wahlgang) erhält mindestens die Hälfte der zu besetzenden Sitze. Die andere Hälfte wird proportional gemäß Wähleranteil auf die Kandidaten der Listen verteilt, die mindestens 5 % Wählerstimmen erhalten haben.
Die drei größten Städte Frankreichs – Paris, Marseille und Lyon – werden in mehrere Wahlsektoren geteilt, die gemäß dem Wahlsystem für Gemeinden mit mehr als 1000 Einwohnern eine bestimmte Anzahl Gemeinderäte wählen, die dann gemeinsam den Gemeinderat der Stadt bilden. Außer diesen Gemeinderäten wählen die Wähler der drei Städte Distriktberater (conseillers d’arrondissement), die eine hauptsächlich beratende Rolle haben. Die Gemeinde von Paris verfügt nicht im eigentlichen Sinn über einen Gemeinderat. Da sie seit 1964 als einzige Gemeinde auch gleichzeitig ein Département ist, verfügt sie nur über einen Rat, den sogenannten Conseil de Paris, der sowohl die Rolle des Gemeinderates wie auch jene des Generalrates ausübt.

## Geschichte
In der napoleonischen Zeit hatten auch die zum Französischen Kaiserreich gehörenden deutschen Städte einen Munizipalrat nach dem Vorbild des damals eingeführten französischen Kommunalverfassungsrechts. Gleiches galt für die neu geschaffenen Satellitenstaaten, wie beispielsweise das Königreich Westphalen. Nach Beendigung der Befreiungskriege erfolgte die Rückkehr zum deutschen Recht.